# Mount Bruce, Western Australia
Mount Bruce är ett berg i Australien. Det ligger i regionen Ashburton och delstaten Western Australia, omkring 1 100 kilometer norr om delstatshuvudstaden Perth. Toppen på Mount Bruce är 1 234 meter över havet, eller 77 meter över den omgivande terrängen. Bredden vid basen är 0,88 km.
Mount Bruce är den högsta punkten i trakten. Trakten runt Mount Bruce är nära nog obefolkad, med mindre än två invånare per kvadratkilometer.. Det finns inga samhällen i närheten.
Omgivningarna runt Mount Bruce är i huvudsak ett öppet busklandskap. Genomsnittlig årsnederbörd är 555 millimeter. Den regnigaste månaden är januari, med i genomsnitt 275 mm nederbörd, och den torraste är augusti, med 1 mm nederbörd.